# Daniela Soto
Daniela Soto Soto (n. San Miguel, Santiago de Chile, 21 de enero de 1983) Matemática Educativa chilena, profesora de matemática e investigadora de los procesos de construcción social del conocimiento matemático en la Universidad de Santiago. Obtuvo el Premio Simón Bolívar otorgado por Comité Latinoamericano de Matemática Educativa a la mejor tesis de doctorado.

## Biografía

### Educación
En 2006, obtuvo su Licenciatura en Educación del Instituto de Matemática de la Pontificia Universidad Católica de Valparaíso. En 2010, recibió su Maestría en Ciencias especialidad Matemática Educativa en el Instituto Politécnico Nacional, en México (CINVESTAV-IPN). Defendiendo su tesis “El discurso matemático escolar y la exclusión. Una visión socioepistemológica”. En 2014, obtuvo su título de Doctora en Ciencia especialidad Matemática Educativa del área de Educación Superior del Departamento de Matemática Educativa del Centro de investigación y de Estudios Avanzados del Instituto Politécnico Nacional, en México (CINVESTAV-IPN) con su tesis “La Dialéctica Exclusión-Inclusión entre el discurso Matemático Escolar y la Construcción Social del Conocimiento Matemático”. Tanto en sus estudios de maestría como doctorado su tutor fue el profesor Ricardo Cantoral U.

### Carrera Académica
Desde el año 2014 es académica jornada completa de la Universidad de Santiago de Chile (Usach) y su labor es la docencia, la investigación, la gestión y la vinculación con el medio.
Es miembro del Comité Latinoamericano de Matemática Educativa (CLAME), del comité científico del programa de Magíster en Educación Matemática de la Universidad de Santiago de Chile 5 , y de la Red de investigadoras chilena (RedI).
Su trabajo se ha centrado principalmente en el fenómeno de exclusión que produce el discurso matemático escolar y la modelación como una práctica social que permite la inclusión de los estudiantes ante el conocimiento matemático.
Específicamente se ha centrado en la formación de profesores de matemática y en la práctica de modelación que desarrollan las personas. Asume una perspectiva socioepistemológica de la matemática educativa; descentrando la educación matemática desde los conceptos matemáticos a las prácticas sociales y los usos del conocimiento.
En el año 2015, publica su primer libro “Discurso Matemático Escolar: la exclusión, la opacidad y la adherencia”, junto a tres destacados investigadores del área de la Matemática Educativa.

## Premios y reconocimientos
- Mención especial del premio “Simón Bolívar” el año 2011, otorgado por Comité Latinoamericano de Matemática Educativa a la mejor tesis de maestría en Matemática Educativa.

- Premio “Simón Bolívar” en el año 2015, otorgado por Comité Latinoamericano de Matemática Educativa a la mejor tesis de doctorado.[2] Lo cual le permitió dictar el año 2016, la conferencia Simón Bolívar en la Reunión latinoamericana de matemática Educativa en Monterrey, México[2]

## Algunas publicaciones y proyectos
- SOTO, D. (2022). Cosmovisión mapuche y el mundo de las gráficas. Editorias USACH. Adjudicación fondo Libros VIME.
- SOTO, D; SILVA-CROCCI, H (2021). Situaciones de modelación educativa. Editorial USACH
- Dra. Daniela Soto: Matemática educativa y la cosmovisión mapuche, otros diálogos posibles. usach al dia, 12 de julio de 2021
- Grupo Chileno de Modelación para la Educación Matemática
- SOTO, D. (2020). Diseño de situaciones de modelación. una propuesta para la formación inicial de docente de matemática. UCMaule, (58), 107-139.
- VILCHES, k. SOTO, D. Y SILVA-CROCCI, H. (2019) Mathematical Modeling in Initial Teacher Training: An Epistemological Analysis. In F. Cordova y H. Rojas. Research in Education: Teacher Training Issues (pp.55-84). Editor: Nova Publisher
- SOTO, D. SILVA-CROCCI, H. BARBE, J. Y VERGARA, M. (2017). Prácticas educativas y el desarrollo de habilidades matemáticas: una propuesta de análisis para los instrumentos de evaluación de los docentes del Liceo Ruiz Tagle. En G. Watson, R. Fernández y G.  Guerrero.  Investigando juntos: experiencias asociativas entre escuelas y la Universidad de Santiago de Chile (pp.70-78). Santiago: Universidad de Santiago de Chile.
- SOTO, D. (2016) Exclusión-inclusión: un fenómeno dialéctico en el profesor de matemáticas. Revista chilena de educación matemática N° 10, 6- 15.

- CORDERO, F. GOMEZ, K. SILVA- CROCCI, H. Y SOTO, D. (2015). Discurso matemático escolar. Adherencia, exclusión y opacidad. Editorial: Gedisa
- SOTO, D. ESPINOZA, L. (2015). Investigaciones de la Matemática Educativa  para la inclusión. Revista chilena de educación matemática N° 9, 12-18.
- DEL VALLE, T. Y SOTO, D. (2015). La exclusión que provoca el discurso Matemático Escolar. El caso de la optimización en la escuela. En a C. Castro, H. Gómez, y L. Reyes. Desafíos y tensiones en la Gestión del Currículo: Teoría y Práctica (pp.179-194). Ediciones Universidad Católica Silva Henríquez.
- SOTO, D. Y CANTORAL, R. (2014). El discurso Matemático Escolar y la Exclusión. Una visión Socioepistemologica. Bolema- Boletim de Educação Matemática. V.28, n. 50. Pp 1525-1544.

- SOTO, D. (2013). El campo de la formación del profesor de matemáticas y la exclusión de la construcción social del conocimiento matemático: el caso de un programa específico. En C. Dolores- Flores, M. García-González, J. Hernández y L. Sosa. Matemática Educativa: la formación de profesores (117-136). México, Díaz de Santos, S.
- SOTO, D. Y REYES, D. (2011).En búsqueda de la exclusión en el discurso matemático escolar. Acta Latinoamericana de Matemática Educativa, V.24, pp 873-880

- SOTO, D., CANTORAL, R. (2010). ¿Fracaso o exclusión en el campo de las Matemáticas?. Acta Latinoamérica de Matemática Educativa V.23. pp. 839-848.
- SOTO, D., VAN- LAMOEN, K., SILVA, H. (2009). Organización Cósmica Mapuche: una mirada desde la Socioepistemología. Memoria del VI Congreso Iberoamericano de Educación Matemática, Puerto Montt, Chile. pp. 1622-1627.

- SOTO, D., VAN- LAMOEN, K., SILVA, H. (2009). Búsqueda del pensamiento matemático en la cosmovisión mapuche. Acta Latinoamérica de Matemática Educativa V. 22, pp. 1265-1276.
- OLFOS, R., SOTO, D., SILVA, H., (2007). Renovación de la enseñanza del álgebra elemental: un aporte desde la didáctica. Estudios Pedagógicos 33 (2), 81-100